# Ochrana hub v České republice

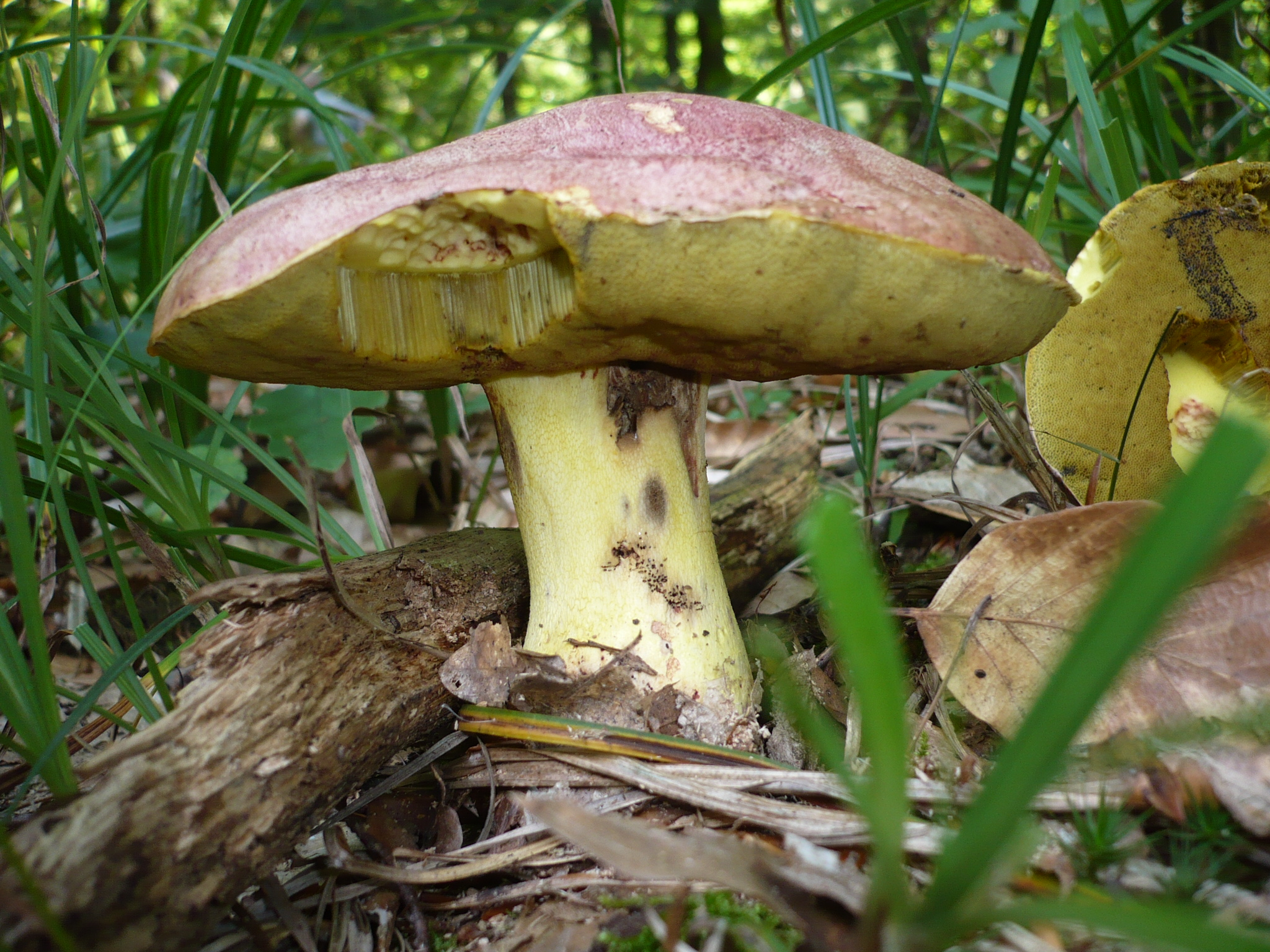
Hřib královský – zákonem chráněný jako kriticky ohrožený druh

Ochrana hub v České republice je v současnosti zajištěna zákonem 114/92 Sb., o ochraně přírody a krajiny a vyhláškou Ministerstva životního prostředí ČR č. 395/92 Sb.

## Způsob ochrany

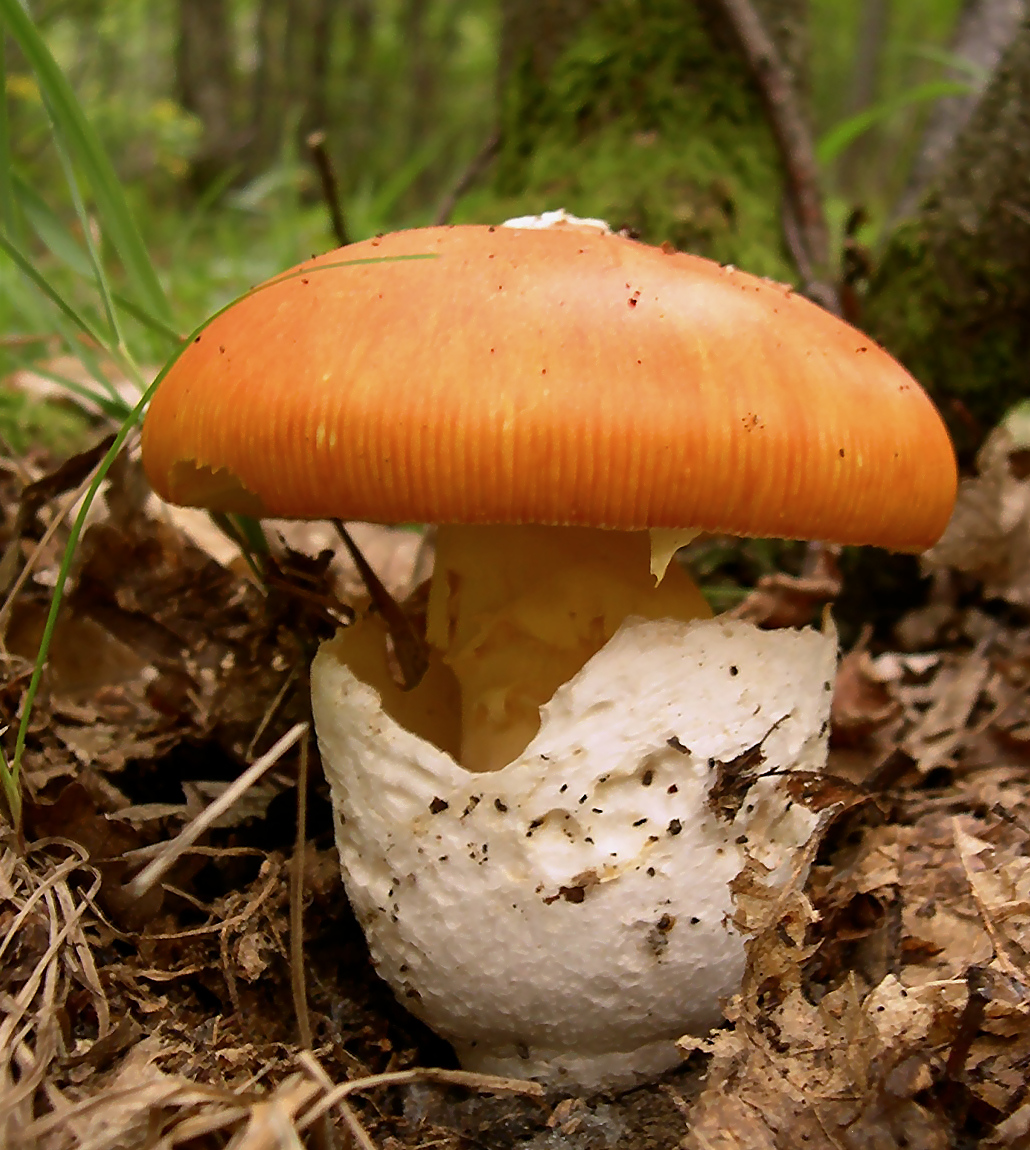
Muchomůrka císařka – zákonem chráněná jako kriticky ohrožený druh

Ochrana hub je v České republice realizována dvojím způsobem. Jednak celoplošně pro konkrétní druhy (resp. taxony – viz kapitola níže) a jednak lokálně v rámci chráněných území. Zákon o ochraně přírody rozumí termínem „rostlina“ i houby se všemi podzemními i nadzemními částmi (§ 3 (1) c)).

### Ochrana druhová – chráněné houby
Seznam tzv. zvláště chráněných druhů hub uvádí vyhláška č. 395/92 Sb. Podle § 49 odstavce 1 zákona 114/92 Sb. jsou chráněné podzemní i nadzemní části ve všech vývojových stádiích, ochrana se vztahuje i na biotop. Rostliny (houby) se nesmějí sbírat, trhat, vykopávat, poškozovat, ničit ani jiným způsobem rušit v přirozeném vývoji.
Výše postihu za porušení legislativy je stanovena zvlášť pro fyzické a právnické osoby:
- až 5 000 Kč fyzické osobě za nedovolený zásah do vývoje chráněných druhů
- až 10 000 Kč fyzické osobě za ničení ohrožených druhů
- až 50 000 Kč fyzické osobě za ničení kriticky a silně ohrožených druhů
- až 500 000 Kč právnické osobě či fyzické osobě při výkonu podnikatelské činnosti za nedovolené zasahování do vývoje
- až 1 000 000 Kč za přímé či nepřímé zničení chráněného jedince

### Ochrana v rámci chráněných území
V tomto smyslu jsou houby (jako organismy) paušálně chráněné v rámci následujících chráněných území:
- Národní park
- Národní přírodní rezervace
- Přírodní rezervace

Jakožto „lesní plody“ lze však houby (resp. plodnice hub) sbírat v rámci následujících chráněných území:
- Chráněná krajinná oblast (zákon nespecifikuje)[2]
- Národní park – mimo první zóny (zákon povoluje sběr lesních plodů, pokud návštěvní řád neurčí jinak – § 16 (1) g))[2]
- Národní přírodní památka – pokud vyhlašovací dokumentace neurčí jinak
- Přírodní památka – pokud vyhlašovací dokumentace neurčí jinak
- Přírodní rezervace (zákon povoluje sběr lesních plodů – § 34 (1) e) ), pokud nejsou předmětem ochrany[2][3]

Není tedy dovoleno sbírat plodnice:
- chráněných hub[1][3]
- v rámci přírodních památek a národních přírodních památek, pokud je sběr hub paušálně zakázán vyhlašovací dokumentací (NPP Luční, NPP Velký vrch, NPP Rendez-vous)
- na území národní přírodní rezervace (platí zákaz pohybu mimo značené cesty)[2][3]
- na území první zóny národního parku (platí zákaz pohybu mimo značené cesty)[2][3]

#### Kde houby lze sbírat a kde ne
Na územích, jako jsou národní přírodní rezervace a první zóny národního parku, sice není sběr hub obecně zakázán, ale dovolen je pouze pohyb po vyznačených cestách, což efektivní houbaření prakticky znemožňuje. V konkrétních případech však může návštěvní řád houbaření výslovně zakazovat. V rámci přírodních památek a národních přírodních památek není obecně pohyb návštěvníků a sběr hub omezen. Je však zakázáno objekt ochrany nedovoleně měnit a poškozovat, takže situace na konkrétním území závisí na vyhlašovací dokumentaci a předmětu ochrany: Jsou-li jím houby, není jejich sběr možný.

## Koncept ochrany
I když legislativní ochrana hub spočívá v zákazu sběru konkrétních druhů, její hlavní význam spočívá v nastavení měřítka ohrožení jednotlivých taxonů, které lze použít pro vyhodnocení cennosti určitého území z hlediska jeho potenciální ochrany. Pohyb mimo značené cesty v rámci konkrétních chráněných území má pak vliv na stav podhoubí. Samotný sběr plodnic ve skutečnosti nemá na životaschopnost podhoubí negativní vliv – podhoubí je však významnou měrou poškozované sešlapáváním půdy. Právě zákaz sběru a pohybu mimo značené trasy pomáhá toto sešlapávání eliminovat.

## Seznamy vzácných a ohrožených druhů

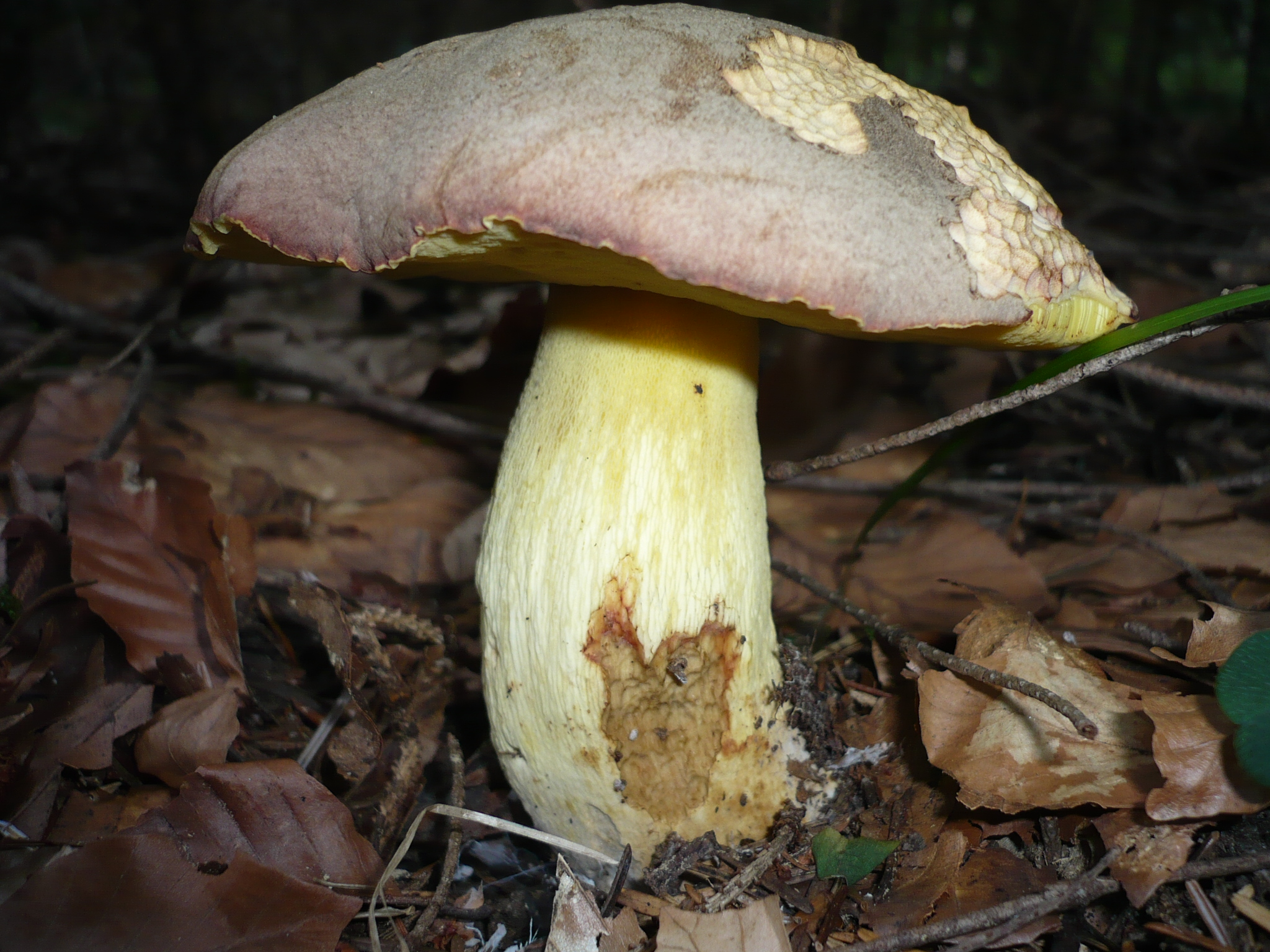
Hřib Fechtnerův – kriticky ohrožený druh podle vyhlášky 395/92 Sb., ohrožený druh podle Červeného seznamu hub ČR

### Vyhláška č. 395/92 Sb.
46 tzv. zvláště chráněných druhů hub, uvádí vyhláška č. 395/92 Sb. Všech 46 je chráněných zákonem a dělí se dále na 3 skupiny: Kriticky ohrožené druhy, silně ohrožené druhy a ohrožené druhy.

### Červená kniha
119 ohrožených druhů uvádí tzv. Červená kniha ohrozených a vzácnych druhov rastlín a živočíchov SR a ČR – Vol. 4. Sinice a riasy. Huby. Lišajníky. Machorasty. Tato publikace byla vydána roku 1995 (seznam druhů byl hotový již roku 1991) a pro taxony, které nejsou chráněné zákonem, má doporučující charakter.

### Červený seznam
904 druhů pak uvádí Červený seznam hub České republiky z roku 2005 (tudíž jde o nejaktuálnější dokument). Tento seznam má doporučující charakter (uvedené druhy by neměly být sbírány pro kuchyňské použití). Především však slouží jako nástroj, s jehož pomocí je možné posoudit mykologickou hodnotu konkrétních území (například pro vyhlášení ochrany), dále jej lze využít pro vyhodnocení změn v rozšíření konkrétních taxonů s odstupem času a nakonec též jako podklad pro případné rozšíření seznamu zákonem chráněných druhů.